# Tetraonyx dubiosa
Tetraonyx dubiosa là một loài bọ cánh cứng trong họ Meloidae. Loài này được Horn miêu tả khoa học năm 1894.